# David Lapoujade
David Lapoujade (París, 1964) es un filósofo francés, profesor en la Universidad de París I Panthéon-Sorbonne.

## Biografía
Especialista en pragmatismo, en particular en el trabajo de William James, su enfoque se basa en el pensamiento de Gilles Deleuze, de quien fue estudiante. También ha producido obras sobre el pensamiento de Henri Bergson, Henry James y Emerson. Contribuye en varias revistas, entre ellas Critique, Philosophie, La revue de métaphysique et de morale, Revue philosophique y Le Magazine littéraire.
Ha publicado tres colecciones de textos póstumos de Gilles Deleuze (La isla desierta y otros textos, 2002; Dos esquemas locos, 2003; Cartas y otros textos, 2015) por Editions de Minuit. En 2003, también editó el Manual de Psicología William James.

## Obras
- William James. Empirisme et pragmatisme, París, PUF, 1997; réed. Les Empêcheurs de penser en rond, 2007.
- Fictions du pragmatisme. William et Henry James, Paris Éditions de Minuit, 2008.
- Puissances du temps. Versions de Bergson, Paris Éditions de Minuit, 2010.

Obras en castellano
- Potencias del tiempo. Versiones de Bergson, Buenos Aires, Editorial Cactus, 2011.
- Deleuze. Los movimientos aberrantes, Buenos Aires, Editorial Cactus, 2016.
- Las existencias menores, Buenos Aires, Editorial Cactus, 2018.
- Ficciones del pragmatismo, Buenos Aires, Editorial Cactus, 2021.